# 1105年
| 千纪： | 2千纪 |
| 世纪： | 11世纪 \| 12世纪 \| 13世纪                                                                                 |
| 年代： | 1070年代 \| 1080年代 \| 1090年代 \| 1100年代 \| 1110年代 \| 1120年代 \| 1130年代                           |
| 年份： | 1100年 \| 1101年 \| 1102年 \| 1103年 \| 1104年 \| 1105年 \| 1106年 \| 1107年 \| 1108年 \| 1109年 \| 1110年 |
| 纪年： | 乙酉年（鸡年）；辽统五年；北宋崇宁四年；西夏貞觀五年；大理文安二年；越南龍符元化五年；日本長治二年         |

## 大事记
- 宋徽宗将元祐年间反对王安石新法的309人列为元祐奸党，下令在全国刻碑立石碑，元祐黨人碑。
- 遼天祚帝封耶律南仙為公主，嫁夏崇宗李乾順為皇后。
  - 亨利五世迫使他的父亲亨利四世退位，自己登基神聖羅馬皇帝。

## 逝世
- 章惇，宋朝政治人物（1035年出生，70岁）
- 黄庭坚，北宋词人和书法家（1045年出生，60岁）
- 李常杰，越南李朝宦官、太尉（1018年出生，87岁）